# Salix irrorata
Salix irrorata — вид квіткових рослин із родини вербових (Salicaceae).

## Морфологічна характеристика
Це кущ 2–7 метрів заввишки (багатостовбурові, іноді утворюють клони шляхом дроблення стебла). Гілки червоно-коричневі або фіолетові, зазвичай сизі, голі; гілочки жовто-бурі, (сильно-сизуваті чи ні), голі, рідко оксамитові чи повстисті. Листки на ніжках 4–14 мм; найбільша листкова пластина вузько видовжена, вузько еліптична або вузько зворотно-ланцетна, 47–115 × 8–22 мм; краї плоскі до злегка закручених, цільні та із залозистими крапками, зубчасті чи городчасті; верхівка загострена, гостра або опукла; абаксіальна (низ) поверхня сірувата, гола, рідко-повстиста або коротко-шовковиста; адаксіальна (верх) поверхня від легко до сильно блискучої, гола чи ворсиста; молода пластинка жовтувато-зелена чи червонувата, гола чи рідко ворсинчаста абаксіально, волоски білі. Сережки квітнуть перед або безпосередньо перед появою листя: тичинкові 15–34 × 8–22 мм; маточкові 14–43 × 7–12 мм. Коробочка 3.5–4 мм. 2n = 38. Цвітіння: середина березня — середина травня.

## Середовище проживання
Мексика і США (Аризона, Колорадо, Північно-Східна Мексика, Північно-Західна Мексика, Нью-Мексико, Вайомінг). Населяє струмки, вологі луки; 1400–3000 метрів.

## Використання
Рослина збирається з дикої природи для місцевого використання як ліки та джерело матеріалів. Іноді його вирощують як декоративну рослину, особливо цінуючи за цвітіння, яке видно на стеблах взимку.